# مطار دنيبرو الدولي
مطار دنيبرو الدولي (بالأوكرانية: Міжнародний аеропорт Дніпро) و (بالإنجليزية: Dnipro International Airport) (إياتا: DNK، إيكاو: UKDD) مطار دولي يقع على بعد 5 كم جنوب شرق مدينة دنيبرو

## القدرة الاستيعابية
يرتبط المدينة مع مدن أخرى برحلات جوية مباشرة مع المدن: كييف، فيينا، ايفانو فرانكيفسك.
تم اعتماد 10 خطوط جوية في المطار: دنيبرافيا المحلية، الخطوط الجوية النمساوية، الخطوط الجوية الأوكرانية. يستوعب 3000 مسافر يوميا

## روابط خارجية
- الموقع الرسمي لمطار دنيبرو الدولي